# Vitis fengqinensis
Vitis fengqinensis är en vinväxtart som beskrevs av Chao Luang Li. Vitis fengqinensis ingår i släktet vinsläktet, och familjen vinväxter. Inga underarter finns listade i Catalogue of Life.